# Муратов, Равиль Фатыхович
Рави́ль Фаты́хович Мурато́в (тат. Равил Фатых улы Моратов; род. 30 августа 1949, Тюрнясево, Нурлатский район, Татарская АССР, РСФСР, СССР) — российский политик, первый вице-премьер Татарстана, доктор экономических наук, действительный член Международной академии международных процессов и технологий, действительный член Российской Академии естественных наук по секции «Экономика и социология», академик Международной кадровой академии.
Автор книги «Дорогу осилит идущий», ряда научных монографий.

## Биография
Родился 30 августа 1949 года в селе Тюрнясево Октябрьского района Татарской АССР.
Окончил Казанский коммерческий институт Московского государственного университета коммерции.
По окончании средней школы работал на строительстве Нижнекамского нефтехимкомбината, Новолипецкого металлургического комбината.
В 1968—1970 годах проходил службу в Таманской дивизии (г. Москва). После армии работал сменным технологом на Тюрнясевском спиртзаводе, затем слесарем-монтажником, плотником во Всесоюзном производственном научно-реставрационном комбинате по восстановлению архитектурных памятников.
С 1974 года — в системе потребкооперации ТАССР. В 1983 году был назначен заместителем председателя Татпотребсоюза по вопросам развития производства, переработки, хранения и продажи сельскохозяйственной продукции.
С 1987 года — министр торговли ТАССР, с 1989 года — заместитель премьер-министра РТ, с 1995 года — первый заместитель премьер-министра РТ.
С 1996 года возглавляет совет директоров транснациональной компании «Укртатнафта».
В 1997—1999 годах — председатель совета директоров ОАО «КАМАЗ».
В 1997—2000 годах — председатель совета директоров АО «Татинком».
В 2006 году избран председателем Совета директоров ОАО «ИТП „Идея“».
Женат, имеет четверо детей.

## Награды
- Награждён орденом «Знак Почёта», Почетной грамотой РТ, почётной грамотой Кабинета министров Украины и медалями «В память 850-летия Москвы», «300 лет Российскому флоту», «За укрепление боевого содружества», Золотой медалью Петра I (от Международной академии наук) «За заслуги в деле возрождения науки и экономики России».
- В 2006 году указом президента РФ за достигнутые трудовые успехи и многолетнюю добросовестную работу награждён орденом Дружбы.
- В 2009 году награждён Орденом «За заслуги перед Отечеством» 4 степени.
- В 2019 году награждён Орденом «За заслуги перед Отечеством» 3 степени.